# Gyula Strommer
Gyula Strommer (Nagyenyed, 8 maggio 1920 – Budapest, 28 agosto 1995) è stato un astronomo ungherese.
Nel 1938 era studente sia di ingegneria all'Università di Tecnologia e di Economia di Budapest sia di astronomia e fisica all'odierna Università Loránd Eötvös. Nel 1942 divenne assistente al dipartimento di geometria descrittiva dell'Università di Tecnologia. Arrestato durante gli ultimi anni della seconda guerra mondiale, tornò all'insegnamento dopo la fine del conflitto.
Il Minor Planet Center gli accredita la scoperta dell'asteroide 1537 Transylvania effettuata il 27 agosto 1940.